# Chalinolobus nigrogriseus
Chalinolobus nigrogriseus é uma espécie de morcego da família Vespertilionidae. Pode ser encontrada na Austrália e Papua-Nova Guiné.